# Hymenocallis longibracteata
Hymenocallis longibracteata là một loài thực vật có hoa trong họ Amaryllidaceae. Loài này được Hochr. mô tả khoa học đầu tiên năm 1910.